# Gynodiözie

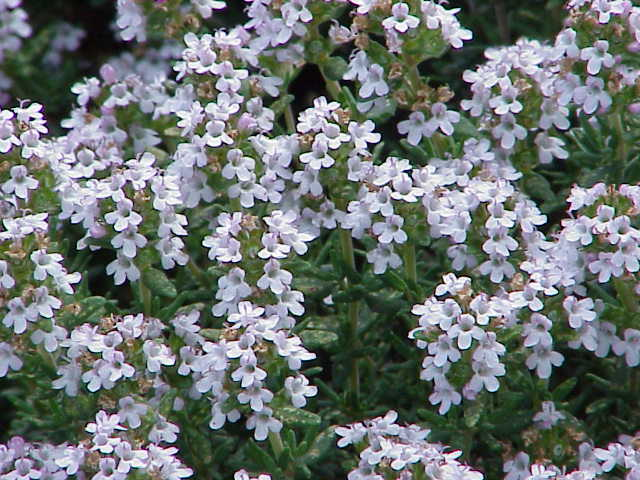
Der Echte Thymian ist eine gynodiözische Art.

Gynodiözie ist eine Form der Geschlechtsverteilung bei Blütenpflanzen: In einer Population gibt es weibliche Pflanzen und zwittrige Pflanzen (mit zwittrigen Blüten).

## Verbreitung
Gynodiözie kommt besonders in temperaten Gebieten vor. Für Europa wird geschätzt, dass sie doppelt so häufig ist wie Diözie. Hier wurde sie bei 223 Arten aus 89 Gattungen in 25 Familien beobachtet. In Belgien sind 7,5 % der Arten gynodiözisch. In Inselfloren kommt sie seltener vor als Diözie, und in tropischen Wäldern, wo Diözie häufig vorkommt, fehlt sie praktisch völlig.

## Formen
Es wird zwischen stabiler und instabiler Gynodiözie unterschieden.
Stabile Gynodiözie wird meist durch zwei nicht gekoppelte genetische Faktoren bestimmt, einer wird meist cytoplasmatisch kontrolliert. Innerhalb einer Art ist die stabile Gynodiözie weit verbreitet, das Verhältnis weiblicher zu zwittriger Pflanzen ist zeitlich stabil. Sie kommt besonders in Familien vor, in denen Diözie selten ist: Lippenblütler (Lamiaceae), Korbblütler (Asteraceae) und Kardengewächse (Dipsacaceae). 
Instabile Gynodiözie wird durch einen einzelnen genetischen Faktor für die männliche Sterilität kontrolliert, der entweder nukleär oder cytoplasmatisch kontrolliert wird. Bei nukleärer Kontrolle kann die Gynodiözie eine Vorstufe der Diözie darstellen. Instabile Gynodiözie tritt nicht sehr häufig auf. Ein Grund dafür ist, dass die Besiedlung neuer Standorte durch einzelne Diasporen nur möglich sind, wenn daraus ein selbstfertiler Zwitter ohne männliche Sterilität hervorgeht. 

## Genetik
Es sind inzwischen viele Gen-Loci bekannt, die männliche Sterilität verursachen. Männliche Sterilität, auch Pollen-Sterilität genannt, ist ein wichtiges Werkzeug in der Pflanzenzüchtung. Bei vielen Nutzpflanzen besteht heute das Saatgut aus F1-Hybriden von einer männlich-sterilen Mutterpflanze und einer zwittrigen Vaterpflanze. 

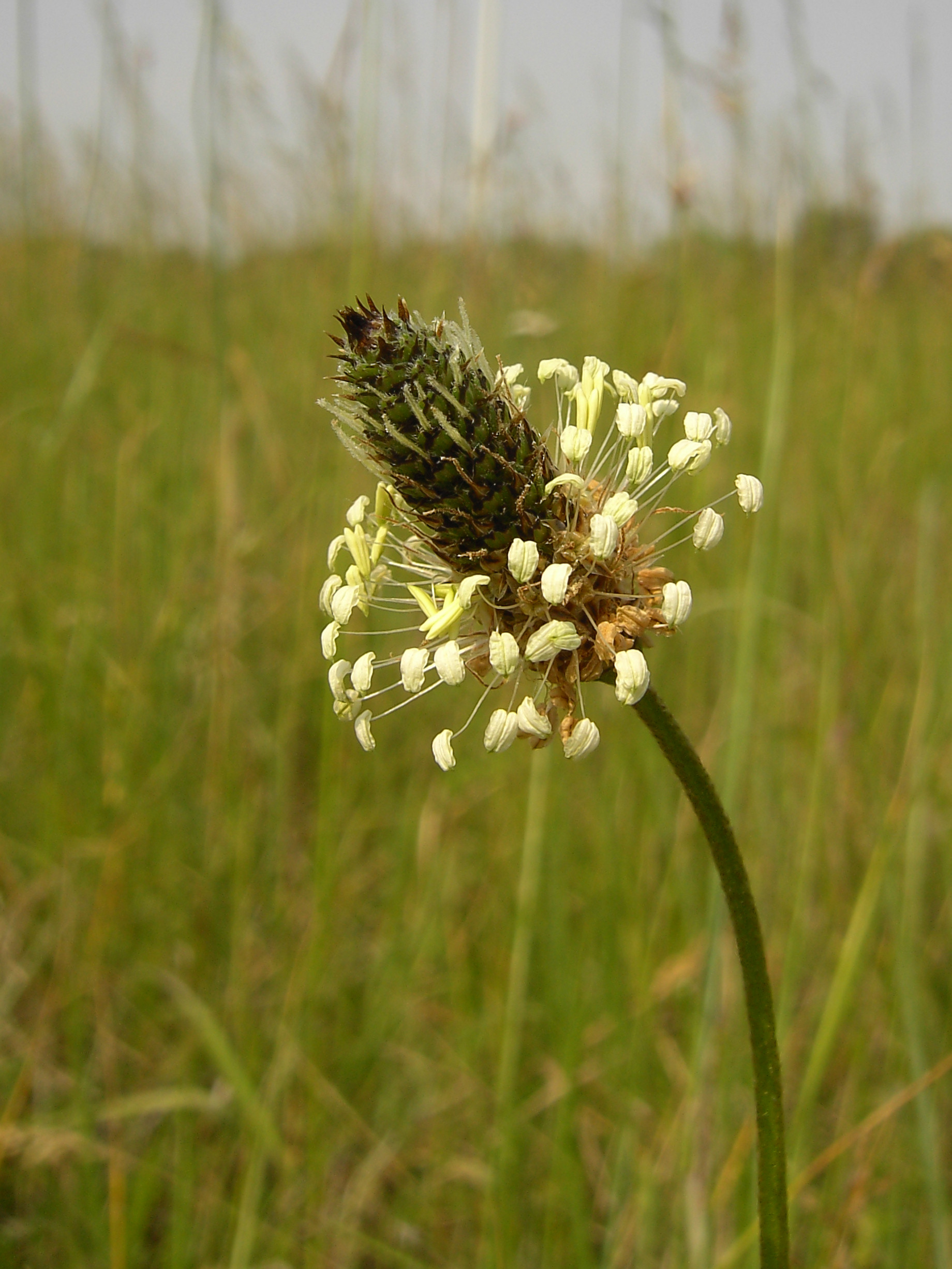
Der Spitz-Wegerich (Plantago lanceolata), eine in Mitteleuropa häufige gynodiözische Art.

Bei cytoplasmatischer Vererbung sind alle Nachkommen der männlich-sterilen Mutter ebenfalls männlich-steril. Bei nukleärer Vererbung ist die Mutter immer heterozygot: bei dominanter männlicher Sterilität sind ihre Nachkommen zur Hälfte zwittrig oder weiblich. Bei rezessiver Vererbung sind die Nachkommen entweder halb zwittrig und halb weiblich, oder rein zwittrig, je nachdem, ob der Vater homozygot oder heterozygot ist. 
Bei stabiler Gynodiözie wird vermutet, dass die häufigste genetische Variante die des Spitz-Wegerich (Plantago lanceolata) ist: es gibt ein cytoplasmatisch kontrolliertes männlich-Sterilitäts-Gen (C) und zwei nicht gekoppelte nukleäre Gene (A und B), deren dominantes Allel die Sterilität wieder aufhebt. Es ergibt sich folgendes Bild:
- A-B- sind immer zwittrig, unabhängig von C
- A-bb mit C: Zwischenformen mit teilweiser männlicher Fertilität.
- aaB- oder aabb, mit C: weiblich

A und B überprägen also die Aktivität von C. Fehlen die dominanten Formen von A und B, sind Pflanzen mit C männlich-steril, Pflanzen ohne zwittrig. 
Beim Spitz-Wegerich ergibt sich daraus ein Verhältnis zwittrig:weiblich von 15:1 für die 16 möglichen Kombinationen. Die Häufigkeit weiblicher Pflanzen ist jedoch auch Dichte-abhängig: in dichten Populationen ist genügend Pollen verfügbar, so dass der Anteil rein weiblicher Pflanzen höher ist als in zerstreuten Populationen. An Standorten in Großbritannien wurden zwischen 0 und 32 % weiblicher Pflanzen gezählt.

## Evolution
Gynodiözie ist bevorzugt, wenn rein weibliche Pflanzen fittere Mütter sind als Zwitter. Das Verhältnis weiblich zu zwittrig ist bestimmt durch die beiden Faktoren:
- häufigkeits-abhängiger Nachteil von rein weiblichen Pflanzen, da bei hohem Anteil wenig Pollen zur Verfügung steht.
- Nachteil der zwittrigen Mütter durch Selbstbefruchtung und durch den Ressourcen-Verbrauch für den Pollen.

Die Fitness der weiblichen Pflanzen ist durch folgende Faktoren bestimmt:
- Ihre Nachkommen sind das Ergebnis von Fremdbefruchtung, durch die daraus resultierende Heterosis sollten sie fitter sein.
- Ressourcen können anstatt in Pollen in die Früchte und Samen investiert werden.

In Populationen, die sich hauptsächlich über Selbstbefruchtung vermehren, kann sich Gynodiözie jedoch nicht etablieren. Theoretischen Überlegungen führen zur Annahme, dass sich Gynodiözie vor allem in Populationen entwickelt, die sich teilweise über Selbstbefruchtung vermehren, der Anteil der Fremdbefruchtung jedoch über 50 % liegt. 

## Geschichte
Gynodiözie wurde von Charles Darwin entdeckt und 1877 in seinem Buch The Different Forms of Flowers on Plants of the Same Species beschrieben. Auch Carl Correns beschäftigte sich mit ihr. Im späteren 20. Jahrhundert wurde sie im Zusammenhang mit der Pflanzenzüchtung intensiv erforscht.  

## Belege
- Adrian J. Richards: Plant Breeding Systems. 2nd edition. Chapman & Hall, London u. a. 1997, ISBN 0-412-57440-3, S. 318–332.